# Roderick Rijnders
Roderick Rijnders (neerlandès: Roderick Falesca Renée Trygvae Rijnders)  (Balikpapan, 1 de març de 1941 - Amersfoort, 15 de gener de 2018) fou un remer neerlandès que va competir durant les dècades de 1960 i 1970.
El 1968 va prendre part en els Jocs Olímpics d'Estiu de Ciutat de Mèxic, on guanyà la medalla de plata en la prova del dos amb timoner del programa de rem. Formà equip amb Herman Suselbeek i Hadriaan van Nes.
En el seu palmarès també destaca una medalla de bronze al Campionat d'Europa de rem de 1965 en el dos amb timoner.